# Mesochorus carceratus
Mesochorus carceratus là một loài tò vò trong họ Ichneumonidae.